# Obiekt Stawowy Tylkowo
Obiekt Stawowy Tylkowo – użytek ekologiczny w Polsce, położony w województwie warmińsko-mazurskim, w powiecie szczycieńskim, w gminie Pasym.

## Charakterystyka
Użytek został ustanowiony rozporządzeniem Nr 19 Wojewody Olsztyńskiego z dnia 4 lutego 1994 w sprawie uznania za użytek ekologiczny (Dz. Urz. Woj. Olszt. 1994 nr 7 poz. 74), a następnie jego status został zaktualizowany rozporządzeniem Nr 92 Wojewody Warmińsko-Mazurskiego z dnia 30 lipca 2009 w sprawie ustanowienia użytku ekologicznego „Obiekt Stawowy Tylkowo” (Dz. Urz. Woj. Warm.-Maz. 2009 nr 105 poz. 1725). Celem powstania jest ochrona ostoi i siedlisk wielu rzadkich gatunków ptaków wodno-błotnych.
W jego skład wchodzą stawy rybne wraz z otoczeniem, położone pomiędzy miejscowościami Tylkowo, Narajty, Rutki i Tylkówko, na południowy zachód od Pasymia. Powierzchnia obiektu to 194 ha.
Według regionalizacji fizycznogeograficznej Polski stawy znajdują się na Pojezierzu Olsztyńskim, natomiast w regionalizacji przyrodniczo-leśnej – w mezoregionie Pojezierza Mrągowskiego. Leżą na terenie zlewni Wadąg–Łyna–Pregoła ze zlewnią elementarną – Zlewnia zb. w Rutkach o powierzchni 1,849832 km². Są zasilane wodami Dopływu spod Dybowa. Ciek ten też wypływa ze stawów. Identyfikator MPHP to 15840.
Obiekt leży w granicach Obszaru Chronionego Krajobrazu Puszczy Napowidzko-Ramudzkiej.

## Przyroda
Użytek jest miejscem występowania takich ptaków jak: gągoł, krakwa, czernica, głowienka, żuraw, rybołów, łabędź niemy, mewa śmieszka, czajka, batalion, łabędź krzykliwy, czapla biała, rybitwa wielkodzioba, brodziec i krzyżówka.